# Wrynose Pass
Der Wrynose Pass ist ein Gebirgspass im Lake District in Cumbria, England.

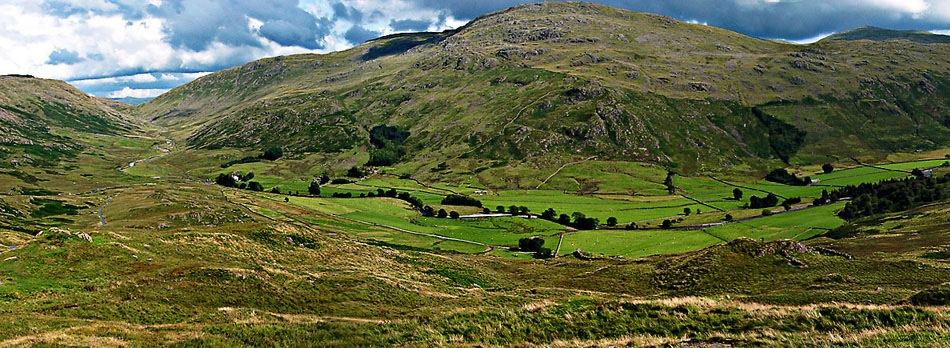
Blick auf den Wrynose Pass vom Duddon Valley

Der Pass liegt auf einer Höhe von 393 m und wird im Norden vom Gipfel des Pike of Blisco und im Süden vom Gipfel des Swirl How begrenzt. Von Westen führt eine Straße vom Hardknott Pass durch das Duddon Valley auf den Pass. Die Straße fällt nach Osten in das Little Langdale Tal ab. Die Straße wurde im 2. Jahrhundert von den Römern gebaut, um ihren Hafen und das Fort in Ravenglass mit ihrem Fort bei Ambleside zu verbinden. Die Straße ist mit einer Steigung von bis zu 30 Prozent eine der steilsten in England und im Winter oft wegen Eis und Schnee geschlossen.
Auf dem Wrynose Pass steht der Three Shire Stein, da sich hier bis 1974 die Grenze der Countys Cumberland, Lancashire und Westmorland befand.
Auf dem Wrynose Pass befindet sich unweit des Three Shire Steins die Quelle des Duddon und die Quelle des Brathay.